# Джастін Фашану
Джастін Фашану (англ. Justin Fashanu, 19 лютого 1961, Лондон — 2 травня 1998, Лондон) — англійський футболіст, що грав на позиції нападника.
Виступав, зокрема, за клуби «Норвіч Сіті» та «Ноттінгем Форест», а також молодіжну збірну Англії. Перший темношкірий футболіст, чия трансферна вартість становила мільйон фунтів стерлінгів (1981 рік).
У 1990 році здійснив свій камінг-аут, оголосивши пресі про гомосексуальну орієнтацію, у зв'язку з чим став першим у світі професійним футболістом, що осмілився на такий вчинок.
У 1998 році Фашану покінчив життя самогубством через мобінг з боку тренера і команди, а також через тиск «жовтої преси», що обговорювала плітки про те, що він у п'яному вигляді намагався зґвалтувати 17-річного хлопця, незважаючи на те, що звинувачення з нього були зняті за недостатністю доказів.
Джастін включений в Зали слави клубу «Норвіч Сіті».

## Клубна кар'єра

### Ранні роки
Народився 19 лютого 1961 року в місті Лондон. Фашану був сином нігерійського баристера (адвоката) і гаянської медсестри, які проживали у Великій Британії. Коли його батьки розлучилися, його та його брата Джона, відправили додому в притулок Барнардо. Коли йому було шість років, його та його брата усиновили Альф і Бетті Джексон і вони виховувалися в Строфемі, Норфолк. Фашану досяг успіху в боксі в юності, за чутками, свого часу, хотів почати професійну боксерську кар'єру замість того, щоб стати футболістом.

### «Норвіч Сіті»
Вихованець футбольної школи клубу «Норвіч Сіті». В кінці грудня 1978 року підписав з клубом свій перший професійний контракт, а вже 13 січня 1979 року дебютував в основній команді в матчі проти «Вест-Бромвіч Альбіон» і поступово став основним гравцем команди, в якій провів три сезони, взявши участь у 90 матчах чемпіонату. У складі «канарок» був одним з головних бомбардирів команди, маючи середню результативність на рівні 0,39 голу за гру першості. Там же Фашану забив і свій найвідоміший гол у сезоні 1979/80 — «Норвіч» приймав «Ліверпуль», чинного і майбутнього чемпіона Англії, виграючи 3:2, і все одно йшов вперед в середині другого тайму. Правий захисник Джон Раян віддав на Фашану і відкрився під зворотний пас, але Джастін носком підкинув м'яч в іншу сторону, пробив з підйому і влучив у кут так, що легендарний воротар «червоних» Рей Клеменс не дотягнувся до м'яча. BBC визнала цей гол найкращим в сезоні і молодим футболістом зацікавились топ-клуби країни. В цей же час хлопець залучався до складу молодіжної збірної Англії. На молодіжному рівні зіграв в 11 офіційних матчах, забив 5 голів.

### «Ноттінгем Форест»
В серпні 1981 року Фашану перейшов у «Ноттінгем Форест» (який ще був топ-клубом) за 1 мільйон фунтів, де мав замінити лідера атак Тревора Френсіса. Ніколи раніше за темношкірого футболіста не платили таку велику суму. Втім у складі «лісників» Джастін не витримував нового рівня і забивав сильно менше, ніж за «Норвіч». До того ж погіршились стосунки з головним тренером «Ноттінгема» Браяном Клафом, який дізнався, що гравець після тренувань форвард ходить в гей-клуби. Тренер провів з Фашану бесіду перед зібраною командою. У своїй автобіографії, тренер пізніше писав: «Озираючись назад, я не думаю, що було неправильно говорити з ним про його сексуальну орієнтацію. Але я повинен був зробити це в приватному порядку». Клаф грубо запитав футболіста: «Джастін, куди ти йдеш, якщо тобі потрібен хліб? — У хлібний магазин. — А якщо хочеш купити баранячу ногу? — В м'ясну лавку. — А навіщо ти постійно стирчиш в клубах з цими проклятими педиками (англ. bloody poofs')?».
Фашану вступив в християнську секту і безуспішно намагався придушити свою гомосексуальність. Релігійний гуру стежив за ним на кожному кроці, і, крім того, у нього був приватний масажист. Ніхто не виносив ці чутки на публіку, але кар'єра Фашану сама пішла вниз. У серпні 1982 року він був відданий в оренду «Саутгемптону», забивши 3 голи за 9 матчів. Фашану зумів замінити у команді колишнього основного форварда команди Кевіна Кігана, що покинув клуб і менеджер Лорі Макменемі хотів придбати гравця, втім не зумів це зробити через брак коштів.

### «Ноттс Каунті», «Брайтон енд Гоув» та серйозна травма
У грудні 1982 року він був проданий доскладу принципового суперника «Ноттс Каунті» за 150 000 фунтів стерлінгів. Там Джастін забив 20 голів у 64 іграх, після чого в червні 1985 року за 115 000 фунтів стерлінгів перейшов у «Брайтон енд Гоув Альбіон». У цьому клуб футболіст зазнав серйозної травми коліна, через яку міг закінчити свою кар'єру. Він вирушив до Сполучених Штатів для операції і почав грати знову, спочатку, за «Лос-Анджелес Хіт», а потім у Канаді за «Едмонтон Брікмен».

### Повернення в Англію
Він повернувся до Великої Британії і намагався відродити свою кар'єру, приєднавшись до «Манчестер Сіті» 23 жовтня 1989 року і двічі зігравши в Першому дивізіоні, але 20 листопада, ледве через місяць після вступу в клуб, він переїхав у «Вест Гем Юнайтед», де також не закріпився і у березні 1990 року став гравцем «Лейтон Орієнта», а потім приєднався до позалігової невеличкої команди «Саутголл», де був граючим тренером, а літню паузу 1991 року провів виступаючи за канадський «Торонто Бліззард». Після цього він покинув Торонто і повернувся до Англії, де знову грав з регіональною командою «Лізергед» із Суррея.

### Камінг-аут
У 1990 році Фашану дізнався про історію 17-річного хлопця. Батьки вигнали його з дому після камінг-ауту. Йому було зовсім нікуди, тому він наклав на себе руки. «Я злився і звинувачував себе за те, що нічим не міг йому допомогти, — писав футболіст в автобіографії. — Я хотів зробити щось, щоб зупинити такі смерті, тому вирішив показати приклад і розповісти про свою орієнтацію публічно».

Джастін Фашану на обкладинці журналу Gay Times за липень 1991 року.

Джастін подзвонив молодшому брату Джону, який намагався відмовити Джастіна від публічної розповіді і навіть пропонував заплатити старшому брату 80 тисяч фунтів стерлінгів за мовчання, сумму, яку The Sun мав дати Фашану за ексклюзив. Джастін вирішував ще два дні, а потім все ж зустрівся з журналістом. 22 жовтня 1990 року стаття вийшла під заголовком «£1m Football Star: I AM GAY» (укр. Футбольна зірка за мільйон: Я ГЕЙ). Футболіст стверджував, що мав стосунки з одруженим депутатом від Консервативної партії, якого він вперше зустрів у лондонському гей-барі. «Ми опинилися в ліжку разом у лондонській квартирі», — сказав він.. Розслідування потім довело, що футболіст придумав ці історії, а Джастін визнав що сказав про це лише з метою збільшення уваги до інтерв'ю. Через тиждень його брат, Джон Фашану, погодився на ексклюзивне інтерв'ю виданню «The Voice» під заголовком «John Fashanu: My Gay Brother is an outcast» (укр. Джон Фашану: Мій брат — гей і вигнанець), де жорстко розкритикував свого брата. У 2015 він виданню The Mirror Джон сказав: "Я лише намагався захистити нашу сім'ю, для батьків це було як Хіросіма і Нагасакі разом узяті. А вболівальникам було все одно, хто з братів скоїв камінг-аут. На матчах «Вімблдону» 45 тисяч осіб на трибунах співали мені: «Ти великий, ти чорний, на твою дупу багато претендентів. Фашану! Фашану!» (англ. You’re big... you’re black... your ass is up for grabs... Fashanu... Fashanu’).
Викриття брехні не допомагали його кар'єрі. Після камінг-ауту жоден професійний клуб не запропонував Джастіну контракт. Гравець міг опинитись у «Ньюкасл Юнайтед», втім головний тренер команди Освальдо Арділес відмовився від підписання контракт з гравцем. В цей же час у гравця померла мати, яка страждала від раку, але переживання за сина пришвидшили хворобу. Джастін потрапив на обкладинку видання Gay Times. У рідкісному інтерв'ю на телебаченні гравець сказав: «Людям потрібно знати правду. Це нормально — дозволяти собі висловлювати свою сексуальність». Втім так думали не всі — його передачу Loud'n'proud на BBC Radio 1 для підтримки молодих людей, які вважають себе геями або лесбійками, зняли після пілотного ефіру.

### Подальша кар'єра
23 листопада 1991 року підписав контракт з «Торкі Юнайтед» і у 21 матчі чемпіонату до кінця сезону він забив 10 голів, хоча він не зміг врятувати команду від вильоту з третього дивізіону. Коли Іван Ґолац був призначений менеджером «Торкі» у лютому 1992 року, Фашану отримав також роль помічника менеджера і зберег цю позицію наприкінці сезону, коли Голаца змінив новий менеджер Пол Комптон. У лютому 1993 року, коли «Торкі» намагався врятуватись від другого поспіль пониження у класі, цього разу у футбольну Конференцію, Фашану подав заяву на вакантну посаду менеджера після уходу Комптона, але запит був відхилений на користь Ніла Ворнока. Фашану покинув «Торкі», забивши 15 голів у 41 іграх за клуб.
Після цього гравець перейшов у шотландський «Ейрдріоніанс», забивши 5 голів у 16 матчах чемпіонату, але не зміг врятувати клуб від вильоту з вищого дивізіону.
Того ж 1993 року англієць недовго пограв у Швеції за «Треллеборг», а потім повернувся до Шотландії, приєднавшись до «Гарт оф Мідлотіан» в липні 1993 року, але у лютому 1994 року його контракт було припинено на «непрофесійну поведінку», оскільки стало відомо про фальшиві історії щодо нього і кількість міністрів кабінету міністрів у пресі.
Фашану повернувся до Сполучених Штатів, де став тренувати юнацьку команду з Джорджії. Пізніше там же пограв за місцеву команду «Атланта Ракус», а 1997 року грав за новозеландську команду «Мірамар Рейнджерс». Потім він погодився тренувати «Меріленд Манія», новий професійний клуб у другому американському дивізіоні USL A-League, офіційно оголосивши про завершення ігрової кар'єри.

### Звинувачення у зґвалтуванні та самогубство
У березні 1998 року в поліцію прийшов 17-річний підліток. Хлопець заявив, що вони з Джастіном пили всю ніч, а потім чоловік чіплявся до нього і зґвалтував. У штаті Меріленд гомосексуальність тоді була заборонена, тому 3 квітня поліція про це сповістила Фашану, але його не тримали під вартою. Поліція пізніше прибула до своєї квартири з ордером на арешт його за звинуваченням у сексуальному нападі другого ступеня, нападі першого ступеню і нападі другого ступеню, але Фашану вже втік до Англії.
Вранці 3 травня він був знайдений повішеним у гаражі в Лондоні після відвідування місцевої гей-сауни Chariots Roman Spa. Перед самогубствам він заперечив звинувачення, заявивши, що секс був консенсуальним, і що він втік до Англії, оскільки вважав, що не може отримати справедливий судовий розгляд через його гомосексуальність:
|                                        | «Бути геєм та громадським діячем важко. Я маю на увазі, я не ґвалтував хлопчика. Він хотів займатися сексом зі мною, але наступного дня він вимагав грошей. Коли я сказав ні, він сказав: „Просто почекай і побачиш!“. Якщо так, то я розумію, що ви скажете, чому я втік? Ну, справедливість не завжди справедлива. Я відчував, що через мою гомосексуальність я не отримаю справедливий судовий розгляд. Ти знаєш, що таке, коли ти у паніці. Перш, ніж я принесу ще більше нещастя своїм друзям і родичам, я краще помру» Оригінальний текст (англ.) Being gay and a personality is so hard, but everybody has it hard at the moment, so I can't complain about that. I want to say I didn't sexually assault the young boy. He willingly had sex with me and then the next day asked for money. When I said no, he said 'you wait and see'. If that is the case, I hear you say, why did I run? Well, justice isn't always fair. I felt I wouldn't get a fair trial because of my homosexuality. |
| — Передсмертна записка Джастіна Фашану | |

.
Під час допиту, проведеного в Лондоні 9 вересня, надійшли свідчення від детектива Скотленд-Ярда про те, що американці не подавали жодних запитів про те, щоб Фашану було знайдено або заарештовано, а Коронер заявив, що Фашану не був у розшуку у Великій Британії у той час, коли він повісився. Втім The Times та BBC повідомили, що існував ордер на арешт від окружного суду округу Говарда, штат Меріленд, виданий 3 квітня, з санкцією терміном до 20 років у в'язниці і що поліція округу Говарда просила б його видачу, якби вони знали, що Фашану втік до Англії. Втім його смерть закрила кримінальну справу і токсикологічні випробування необхідні, щоб підтвердити або спростувати звинувачення, не були виконані.
Залишки Фашану були кремовані, а невелика церемонія була проведена на Лондонському кладовищі та крематорії.
Пізніше Джон Фашану висловив жаль з приводу того, що він зробив, коли його брат вчинив камінг-аут, а в інтерв'ю TalkSPORT в 2012 році Джон Фашану заявив, що його брат не був геєм, а був просто шукачем уваги.

## Особисте життя
Його брат Джон також був футболістом і навіть грав за національну збірну Англії. У 2010 році Амал Фашану, племінниця Джастіна Фашану, почала кампанію по боротьбі з гомофобією в спорті. Кампанія отримала назву Кампанія Джастіна, а її старт був приурочений до 49-го дня народження Джастіна Фашану.

## Визнання та вшанування пам'яті
Фашану став 99-тим у списку «Топ 500 героїв лесбійок та геїв» (англ. Top 500 Lesbian and Gay Heroes) за версією видання Pink Paper
У березні 2009 року у Брайтоні, за підтримки ФА була створена футбольна команда Justin Fashanu All-stars. Команда, названа на його честь, була створена для кампанії проти гомофобії у футболі та мала сприяти включенню відкритих геїв-футболістів.
У липні 2013 року французький композитор фільмів Янн Халександер (фр. Jann Halexander) склав короткий реквієм у пам'ять Фашану.
У липні 2014 року лондонський гурт Elephants and Castles випустив свій перший сингл, «Fashanu»
у 2017 році Netflix випустив фільм Заборонені ігри: історія Джастіна Фашану (англ. Forbidden Games: The Justin Fashanu Story).

## Титули і досягнення
- Чемпіон Європи (U-21): 1982